# أوقست شومان
أوقست شومان (بالألمانية: August Schumann) هو معجمي ألماني، ولد في 2 مارس 1773 في Endschütz ‏ في ألمانيا، وتوفي في 10 أغسطس 1826 في تسفيكاو في ألمانيا.